# Olympic Highway

Trajet de l'Olympic Highway

L’Olympic Highway() est une route en Nouvelle-Galles du Sud, en Australie, longue de 318 km de direction nord-sud qui relie Cowra et Albury. Elle doit son nom au fait qu'elle était située sur le trajet de la flamme olympique lors de son voyage vers Melbourne pour les Jeux olympiques d'été de 1956.
De Albury à Cootamundra, elle est parallèle à la ligne de chemin de fer Sydney-Melbourne. Les grandes villes en route comprennent: Wagga Wagga, Junee, Cootamundra et Young.